# فرودگاه صحرایی مایلی مموریال
فرودگاه صحرایی مایلی مموریال (به انگلیسی: Miley Memorial Field) یک فرودگاه همگانی بهره‌برداری هوایی با کد یاتا BPI است که یک باند فرود آسفالت دارد و طول باند آن ۲۰۷۴ متر است. این فرودگاه در کشور ایالات متحده آمریکا قرار دارد و در ارتفاع ۲۱۳۱ متری از سطح دریا واقع شده‌است.